# Soldbuch
Das Soldbuch war im deutschen Militärwesen der Ausweis des Soldaten und gleichzeitig der Nachweis für erhaltene Bekleidungs- und Ausrüstungsgegenstände, Löhnung (Sold) und Verpflegung. Es galt gleichzeitig als Personalausweis gegenüber zivilen Polizeibeamten, nicht jedoch als Reisepass, und war auch der nach dem Kriegsvölkerrecht erforderliche Kombattantenausweis.

## Soldbuch im alten Heer 1914
In dem Dokument wurden eingetragen
- Personendaten = Nationale auf Seite 1 und 2
- der Anspruch auf Sold auf Seiten 3–9
- Nachweisung behufs etwaiger Aufnahme in ein Lazarett einschließlich mitgegebener Waffen und Bekleidung Seiten 10–16

Der wichtigste Teil des Soldbuchs waren die im Rückdeckel eingeklebten Dekadenkupons, die nach der Zahlung der Löhnung abgeschnitten wurden.
Soldbücher wurden in der Regel – wie Socken, Taschentücher, Unterwäsche, Putzbürsten und anderes Kleinmaterial – nicht durch Beschaffungsämter, sondern durch das jeweilige Regiment beschafft. Je nach vorhandenen Schrifttypen, Papieren und Maschinenausstattung ergibt sich das jeweilige Erscheinungsbild. Soldbücher haben in der Regel einen Pappumschlag in gedeckten Farben von chamois bis dunkelbraun, sind überwiegend mit Klammern und sehr selten mit Fäden geheftet, und die Abmessungen liegen zwischen 7,5 und 8,5 cm in der Breite und zwischen 12,5 und 14 cm in der Höhe.

Soldbuch von 1914
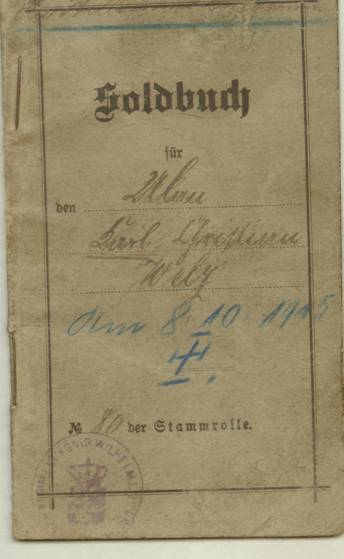
Titelseite: Ulan Karl Christian Welz
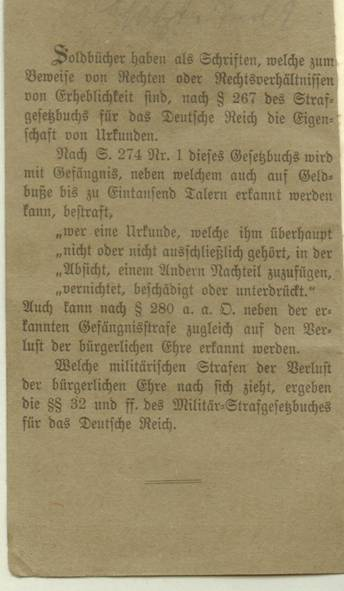
Innenseite
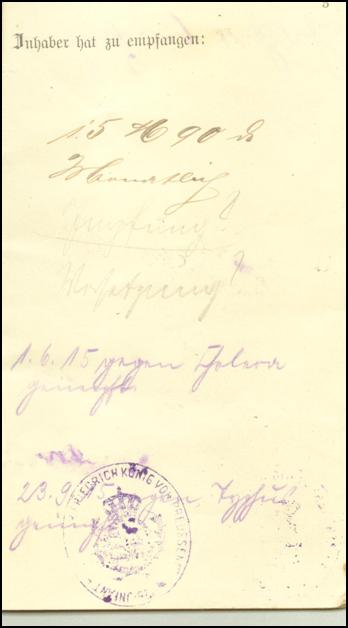
Sold
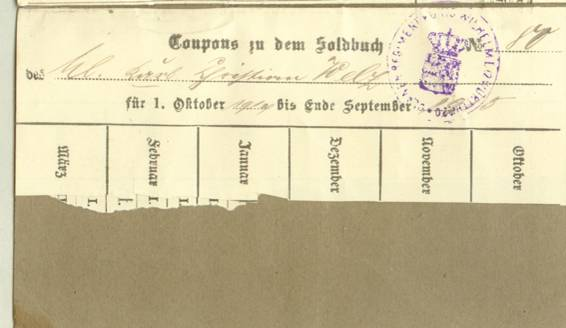
Coupons zum Soldbuch

## Soldbuch der Wehrmacht
Das Soldbuch der Wehrmacht war zugleich der Personalausweis des Soldaten. Es enthielt unter anderem folgende Rubriken: Personendaten, Truppenteil, Anschriften der nächsten lebenden Angehörigen, Nachweis über Bekleidungs- und Ausrüstungsstücke, Besondere Bekleidungsvermerke, Besitznachweis über Waffen und Gerät, Impfungen, Brillenstärke, Aufnahme in  Standort-, Feld-, Kriegs- oder Reservelazarett mit Kennzeichnung des Grundes (vgl. dazu Krankheiten-Verzeichnis der deutschen Wehrmacht), Besoldungsnachweise, Auszeichnungen, Beurlaubungen über fünf Tage.
Ein Passbild wurde an der Vorderseite des Einbands innen befestigt, die Rückseite des Einbands war als Falttasche zum Einlegen von Merkblättern ausgeführt. Ab 1942 lag dem Soldbuch das Merkblatt Zehn Gebote für die Kriegführung des deutschen Soldaten bei.

Soldbuch der Wehrmacht (1939-1945)
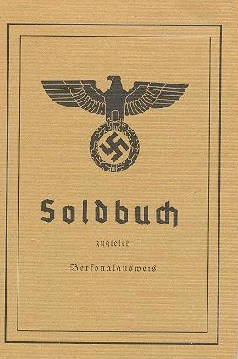
Vorderseite
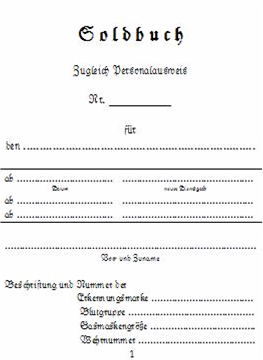
Seite 1
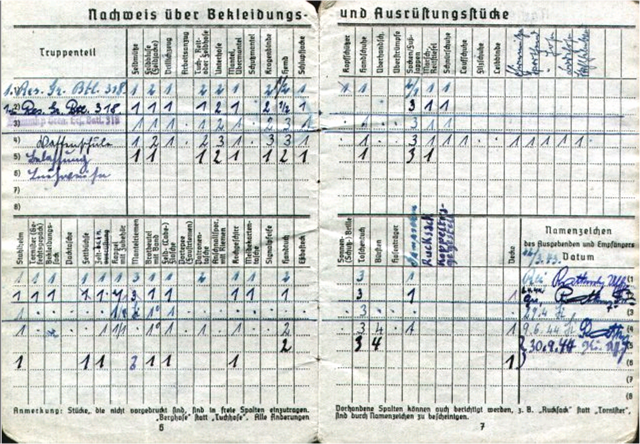
Bekleidungs- und Ausrüstungsnachweis
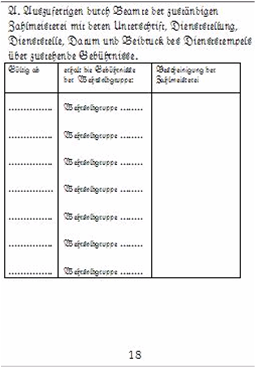
Seiten 18 und 19, Eintragung des Wehrsoldes
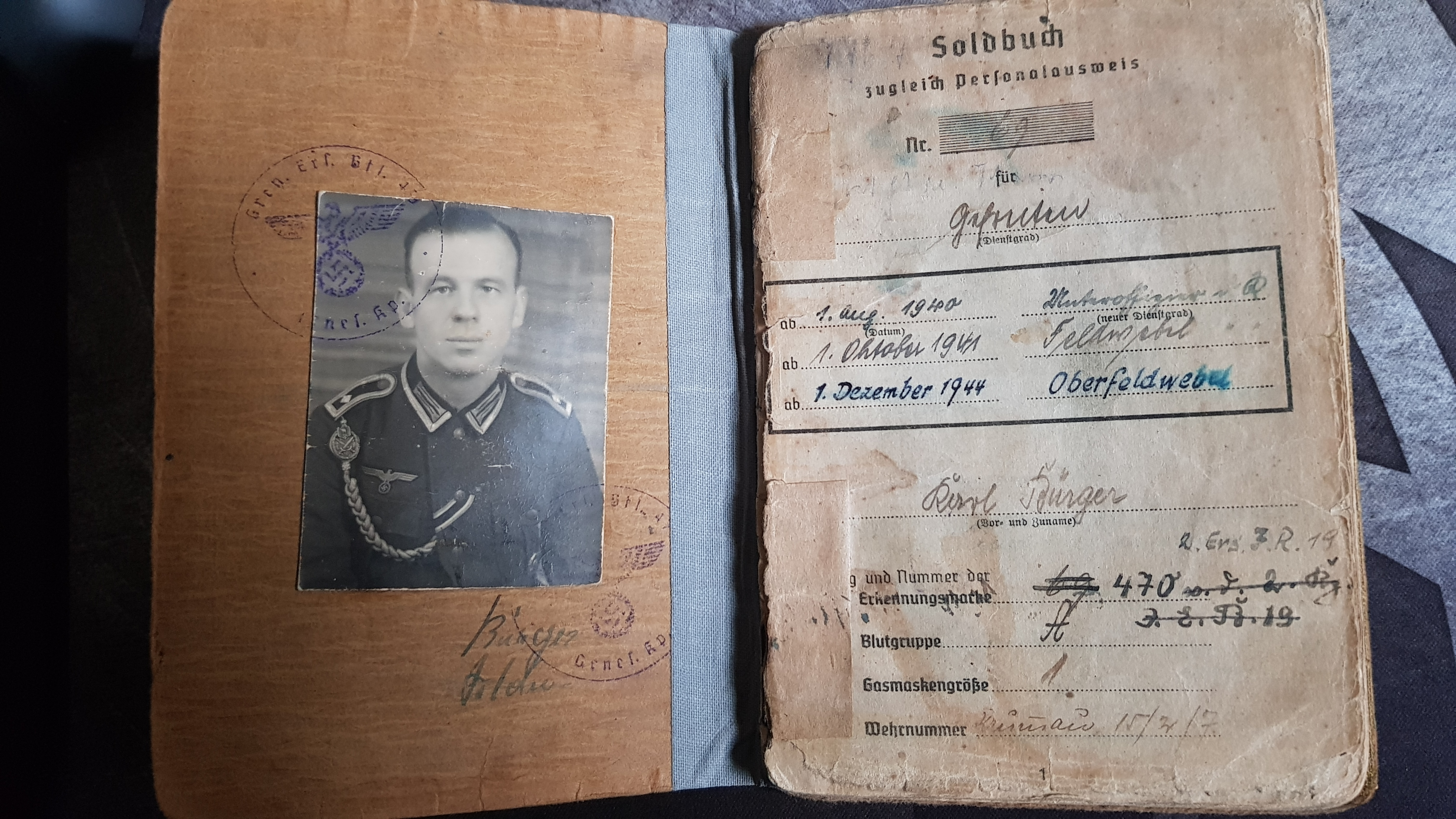

## Vorläufer

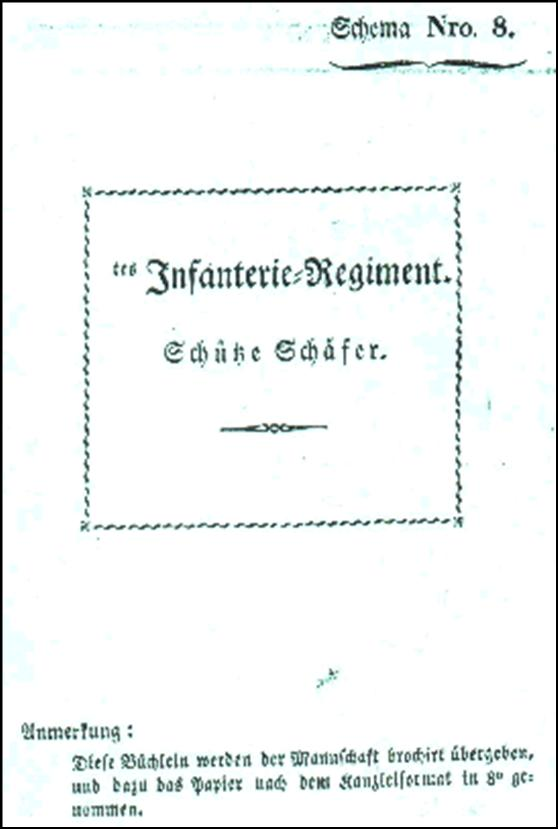
Muster für Titelblatt des Abrechnungsbüchleins

Bereits in der Allgemeine Kriegs-Dienstordnung für die Württembergischen Truppen von 1824/1832 war für jeden Soldaten ein Abrechnungsbüchlein vorgeschrieben. Es enthielt auf
- Seite 1 Personalien
- Seite 2 Anweisung für den Unteroffizier und Soldaten
- Seite 4 Dienstveränderungen, Feldzüge, glänzende Waffenthaten, Verwundungen und Ehrenzeichen
- Seite 5 bis 8 Verzeichnis der vollständigen Ausrüstung des Mannes und des Pferdes
  - I. Waffen
  - II. Mannsrüstung
  - III. Montierung (bedeutet hier Bekleidung, Uniform)
    - a) große
    - b) kleine

  - IV. Putz- und Flickwerkzeuge
- Seite 9 Verzeichniß der Gegenstände, welche in den Tornister / den Mantelsack gepackt werden
- Seite 10 Verpflegungs-Gebühren
- Seite 12 Klein-Montierungsgebühr und Abrechnung
- Seite 13 Empfang an kleiner Montierung
- Seite 14 bis 30 Alphabetisches Verzeichniß der Militär-Verbrechen und der darauf gesetzten Strafen
- Seite 31 Pferds-Nationale (Nur im Felde)